# 猶子
猶子（ゆうし）は、実親子ではない二者が親子関係を結んだときの子。漢文訓読では「なほ子のごとし」（訳：あたかも実子のようである）と読み、中国における本義は兄弟の子。
身分や家格の高い仮親の子に位置付けられることによって社会的に上昇したり、一家・同族内あるいは何らかの関係を有する他氏族間の結束強化のために行われた。つまり、官位の昇進や上の家柄の相手との婚姻を容易にしたり、親子関係を結ぶことで両者一族の融和や統制を強化するといった目的で結ばれたようである。一般的に家督や財産などの相続・継承を目的としない点で養子と異なっており、子の姓は変わらず、仮親が一種の後見人としての役割を果たすなど、養子と比べて単純かつ緩やかで擬制的な側面が大きい。ただし、実際の用例においては明確な区別はなく、猶子と呼んでいても相続がなされる場合もあり、養子とまったく同義で使用されることもあった。

## 日本の歴史上の猶子
日本においては、平安期より貴族社会を中心に行われていた。記録上に残る最も古いケースは源定が淳和天皇の猶子になったことであると言われているが、平安時代後期までは猶子と養子の違いは明確ではなかったと言われている。貞観14年10月10日の右大臣基経（長良の子）の上表文に自分が叔父である藤原良房（元摂政太政大臣）の猶子であったことが記されているが、良房に他に男子はなく、蔭位と家産は基経に継がれていることから今日では養子と解されている。また、具平親王の子・源師房は源氏の姓のまま姉婿である関白藤原頼通の猶子になったが、当時の記録では「異姓の養子」（『小右記』）と書かれている。また、藤原邦綱の子の清邦のように平清盛の猶子になってそのまま平氏に姓を改めた例もある。
鎌倉時代には養子との区別が明確化して武士や僧侶の間にも広まった。
官位などの昇進上の便宜を図った例
足利義満の猶子となった満済や皇位継承の箔付けのために後小松上皇の猶子となった伏見宮彦仁王（後花園天皇）、そして近衛前久の猶子として関白に就任した豊臣秀吉などがあげられる。
婚姻上の便宜を図った例
藤原能信の猶子として後三条天皇に入内して白河天皇を生んだ藤原茂子や後白河法皇の猶子として高倉天皇に入内して安徳天皇を生んだ平徳子などが有名である。
他の氏族との関係強化を狙った例
小山政光の猶子となって同盟を結んだ宇都宮頼綱や羽柴（豊臣）秀吉の猶子となってその後見で家督を継いだ宇喜多秀家などがあげられる。また、秀吉の猶子として入内した近衛前子（実父は近衛前久）、同じく秀吉の猶子となることで将来の関白の座を内定されていた皇族の八条宮智仁親王などはそれぞれ、婚姻上の便宜や官位に関することではあるが、近衛家と皇室と豊臣家、皇室と豊臣家の氏族関係の更なる強化の目的も強い。
ただし、稀に不幸な結末を迎えた猶子関係も存在する。年の離れた兄である忠通の猶子になりながら保元の乱でその兄と争い敗死した藤原頼長、叔父源実朝の猶子になりながらその叔父を暗殺した公暁などである。